# Nicolai Kymmel
Nicolai Georg Kymmel (* 5. Junijul. / 17. Juni 1816greg. in Riga; † 25. Junijul. / 8. Juli 1905greg. ebenda) war ein baltischer Buchhändler und Verleger.

## Leben

### Herkunft und Familie
Nicolai Kymmel war ein Sohn des Kaufmanns und Brauereibesitzer Rudolf Kymmel in Riga und der Eleonora, geb. Salchow, aus Mitau. Er vermählte sich 1844 in erster Ehe mit Elise Koch († 1851) und ein weiteres Mal 1854 mit seiner Schwägerin Auguste Koch († 1881). Er hinterließ aus beiden Ehen insgesamt sechs Kinder, darunter Nikolai Kymmel (* 1845), der die Geschäfte des Vaters in Teilen weiterführte.

### Werdegang
Kymmel absolvierte in Riga eine kaufmännische Lehre und arbeitete von 1834 bis 1838 bei Eduard Frantzen, dessen Buchhandlung er 1842 erwarb. Fortan war er als Verleger tätig. Er war Mitgründer der Riga-St. Petersburger Dampfschiffahrtsgesellschaft und 1859 der Aktien-Papierfabrik Ligat, deren Leiter er lange Zeit war. Ebenfalls war er Mitgründer der Baltischen Monatsschrift und von 1862 bis 1868 Ältermann der Großen Gilde, trat dann aber aus. Bis 1888 war er Inhaber der Firma N. Kymmel und leitete den Verlag bis 1894.